# ブライアン・ネルソン
ブライアン・ローレンス・ネルソン（Bryant Lawrence Nelson , 1974年1月27日 - ）は、アメリカ合衆国アーカンソー州クロセット出身の元プロ野球選手（内野手、外野手）。右投両打。台湾球界での登録名は、尼爾森。

## 経歴

### プロ入りとメジャーデビュー
1993年のMLBドラフト44巡目（全体1230位）でヒューストン・アストロズから指名されプロ入りするもマイナー暮らしが続き、メキシカンリーグでもプレーした。
2002年にボストン・レッドソックスでメジャー昇格し、25試合に出場した。

### ダイエー時代
2003年に入団テストを経てスイッチヒッターで内外野を器用にこなせるユーティリティープレイヤーとして、ダイエーに入団。同じ年には「台湾プロ野球の本塁打王」という肩書付きで入団した陳文賓がおり、中軸打者として期待されていたわけではなかったが、主砲の小久保裕紀がオープン戦でシーズン絶望の重傷を負うと、三塁が出来るネルソンに注目が集まり始める。陳はオープン戦から思うような成績が残せず守備にも難があったことから、ネルソンは開幕1軍の座を勝ち取った。開幕戦は「8番・三塁手」でスタメン出場し複数安打。その後もレギュラー出場を続けたが、さっぱり打てず4月上旬には一度2軍落ちとなった。再昇格後もなかなかヒットが出なかったが、5月14日の近鉄戦で開幕戦以来の複数安打を放つ。この試合では球団タイ記録となる8点差を逆転してのサヨナラ勝利を挙げ、このサヨナラ安打を放ったのがネルソンだった。5月下旬にはそれまで1本も打てなかった本塁打を5試合で3本打つなどの活躍を見せた。しかし7月7日に左鎖骨付近の痛みを訴えて再び2軍に落ちると、鳥越裕介が遊撃の定位置に復帰し、川﨑宗則が三塁手に回ったためネルソンの出番はなくなり、その後の再昇格はなかった。9月10日に検査のため帰国。そのまま退団した。
ダイエーは1999年のメルビン・ニエベスから2003年のネルソンまで、5年連続で両打ちの外国人野手（ニエベス、ブライアン・バンクス、トニー・ミッチェル、モーガン・バークハート、ネルソン）を獲得してきたが、ニエベスが2年在籍した以外は全員不振のため1年で解雇された。毎年のようにスイッチヒッターで失敗したことに懲りたのか、ダイエー（2005年以降ソフトバンク）はネルソンを最後に2022年シーズンにフレディ・ガルビスを獲得するまで両打ちの外国人野手は獲得していなかった。

### ダイエー退団後
2004年はシカゴ・ホワイトソックス傘下のマイナーでプレー。
2005年はトロント・ブルージェイズ傘下のマイナーでプレー。
2006年は、台湾球界の統一ライオンズでプレーした。しかし結果を残せずシーズン途中に退団。

### 統一退団後
2007年は当初メキシカンリーグのベラクルス・レッドイーグルスとティフアナ・コルツでプレーしていたが、6月から独立リーグ・アトランティックリーグのロングアイランド・ダックスでプレー。
2008年は当初メキシカンリーグのカンペチェ・パイレーツとモンテレイ・サルタンズでプレーし、7月からカナディアン・アメリカン・リーグのニュージャージー・ジャッカルズでプレー。9月にはアトランティックリーグのロングアイランド・ダックスで13試合に出場。
2009年はアトランティックリーグのカムデン・リバーシャークスと契約。
2010年はランカスター・バーンストーマーズでプレー。
2011年は当初イタリアンベースボールリーグのリミニ・ベースボールクラブでプレーし、8月からアトランティックリーグのヨーク・レボリューションでプレー。
2012年から2013年はロングアイランド・ダックスでプレー。
2014年は当初カムデン・リバーシャークスでプレーし、7月からヨーク・レボリューションでプレー。
2015年はランカスター・バーンストーマーズと契約。7月6日にトレードでブリッジポート・ブルーフィッシュに移籍。8月16日に解雇となり、18日にサザンメリーランド・ブルークラブスと契約する。
2016年3月31日にサザンメリーランド・ブルークラブスと再契約。6月2日、アトランティックリーグで通算1000本目となる安打を放ち「アトランティックリーグ1000ヒットクラブ」のメンバーとなった。42歳となったこの年限りで現役を引退した。

## 詳細情報

### 年度別打撃成績
| 年 度     | 球 団     | 試 合 | 打 席 | 打 数 | 得 点 | 安 打 | 二 塁 打 | 三 塁 打 | 本 塁 打 | 塁 打 | 打 点 | 盗 塁 | 盗 塁 死 | 犠 打 | 犠 飛 | 四 球 | 敬 遠 | 死 球 | 三 振 | 併 殺 打 | 打 率 | 出 塁 率 | 長 打 率 | O P S |
| --------- | --------- | ----- | ----- | ----- | ----- | ----- | -------- | -------- | -------- | ----- | ----- | ----- | -------- | ----- | ----- | ----- | ----- | ----- | ----- | -------- | ----- | -------- | -------- | ----- |
| 2002      | BOS       | 25    | 39    | 34    | 6     | 9     | 3        | 0        | 0        | 12    | 2     | 1     | 1        | 1     | 0     | 4     | 0     | 0     | 1     | 1        | .265  | .342     | .353     | .695  |
| 2003      | ダイエー  | 54    | 176   | 167   | 18    | 38    | 7        | 0        | 3        | 54    | 17    | 2     | 2        | 0     | 2     | 7     | 0     | 0     | 29    | 8        | .228  | .256     | .323     | .579  |
| 2006      | 統一      | 12    | 47    | 43    | 2     | 8     | 0        | 0        | 1        | 11    | 4     | 1     | 1        | 1     | 1     | 2     | 0     | 0     | 2     | 2        | .186  | .217     | .256     | .473  |
| MLB：1年  | MLB：1年  | 25    | 39    | 34    | 6     | 9     | 3        | 0        | 0        | 12    | 2     | 1     | 1        | 1     | 0     | 4     | 0     | 0     | 1     | 1        | .265  | .342     | .353     | .695  |
| NPB:1年   | NPB:1年   | 54    | 176   | 167   | 18    | 38    | 7        | 0        | 3        | 54    | 17    | 2     | 2        | 0     | 2     | 7     | 0     | 0     | 29    | 8        | .228  | .256     | .323     | .579  |
| CPBL：1年 | CPBL：1年 | 12    | 47    | 43    | 2     | 8     | 0        | 0        | 1        | 11    | 4     | 1     | 1        | 1     | 1     | 2     | 0     | 0     | 2     | 2        | .186  | .217     | .256     | .473  |

### 記録
NPB
- 初出場・初先発出場：2003年3月28日、対千葉ロッテマリーンズ1回戦（福岡ドーム）、8番・三塁手で先発出場
- 初打席：同上、2回裏にネイサン・ミンチーから二塁ゴロ
- 初安打：同上、4回裏にネイサン・ミンチーから右前安打
- 初打点：同上、5回裏にネイサン・ミンチーから中前2点適時打
- 初盗塁：同上、5回裏に二盗（投手：ネイサン・ミンチー、捕手：清水将海）
- 初本塁打：2003年5月20日、対日本ハムファイターズ11回戦（東京ドーム）、4回表に関根裕之から右越ソロ

### 背番号
- 58（2002年）
- 4（2003年）
- 12（2006年）